# Grenzstein (Vilshofen)
Der denkmalgeschützte Grenzstein (D-3-71-146-12) in Vilshofen steht an der Kreuther Straße, die einen Abschnitt des Vilstal-Radweges zwischen Siegenhofen und Vilshofen bildet.

## Geschichte
Der Grenzstein trennte das Gebiet des kurpfälzischen Teils der Oberpfalz von dem des Herzogtums Bayern-München; diese Grenze ist 1329 nach dem Hausvertrag von Pavia entstanden. Da die Herzöge von Bayern-München ihr Oberpfälzer Gebiet seit 1336 an die Kurpfalz verpfändet hatten, wirkte sich diese Grenze bis Anfang des 16. Jahrhunderts nicht aus. Dies änderte sich nach dem Landshuter Erbfolgekrieg von 1505, als dessen Ergebnis das Herzogtum der Jungen Pfalz für Ottheinrich und Philipp gegründet und u. a. das Gebiet um Burglengenfeld dort einbezogen wurde. Da Ottheinrich mit seinem Religionsmandat vom 22. Juni 1542 in seinem Herzogtum die Reformation einführte, wurde diese Landesgrenze zudem eine Religionsgrenze. Erst unter Kurfürst Karl Theodor kamen diese Gebiete wieder in eine Hand und die Grenze war nur mehr eine innerstaatliche Grenze und teilte die Landkreise Amberg und Burglengenfeld voneinander. Die letzte Änderung trat 1927 ein, als die Gemeinde Vilshofen von Burglengenfeld ausgegliedert und in das Bezirksamt Amberg eingegliedert wurde.

## Der Grenzstein
Der Grenzstein wurde nach 1505, vermutlich um 1507, gesetzt. Er besteht aus sog. Kallmünzer Quarzitsandstein und ragt ca. 42 cm aus der Erde; mit dem eingegrabenen Teil ist er 80 cm hoch. Die Breite beträgt 45 cm und die Tiefe 33 cm. An den Breitseiten sind Wappen der beiden Staaten angebracht, auf der einen Seite der Pfälzer Löwe, auf der anderen die Wittelsbacher Rauten. Der stark verwitterte Stein wurde im Jahr 2000 renoviert und mit einer Hinweistafel versehen.